# بين هوفمان
بين هوفمان (بالإنجليزية: Ben Hoffman)‏ هو تريثلت أمريكي، ولد في 22 أغسطس 1983 في غراند جنكشن في الولايات المتحدة.

## وصلات خارجية
- الموقع الرسمي
- بين هوفمان على موقع اتحاد الترياتلون الدولي (الإنجليزية)
- بين هوفمان على موقع IAT Triathlon Database (الإنجليزية)